# House Un-American Activities Committee
El Comitè d'Activitats Antiamericanes (1938-1975) (House Un-American Activities Committee (HUAC) o House Committee on Un-American Activities (HCUA)), també coneguda com a Comissió Dies pel nom del seu president, Martin Dies, va ser una comissió investigadora de la Cambra de Representants dels Estats Units. La funció del comitè va ser la d'investigar la possible deslleialtat i activitats subversives de particulars, empleats públics o organitzacions, sospitosos de tenir vincles nazis o comunistes. El 1969, la Cambra va canviar el nom de la comissió per Comitè de Seguretat Interior. Quan la Cambra va abolir el comitè el 1975, les seves funcions van ser transferides a la Comissió Judicial de la Cambra.
Les investigacions anticomunistes del Comitè es confonen sovint amb les del senador Joseph McCarthy. McCarthy no podia tenir participació directa en aquest comitè, ja que era senador i no pas membre de la Cambra de Representants .

## Precursors al Comitè Permanent

### Comitè Overman (1918-19)

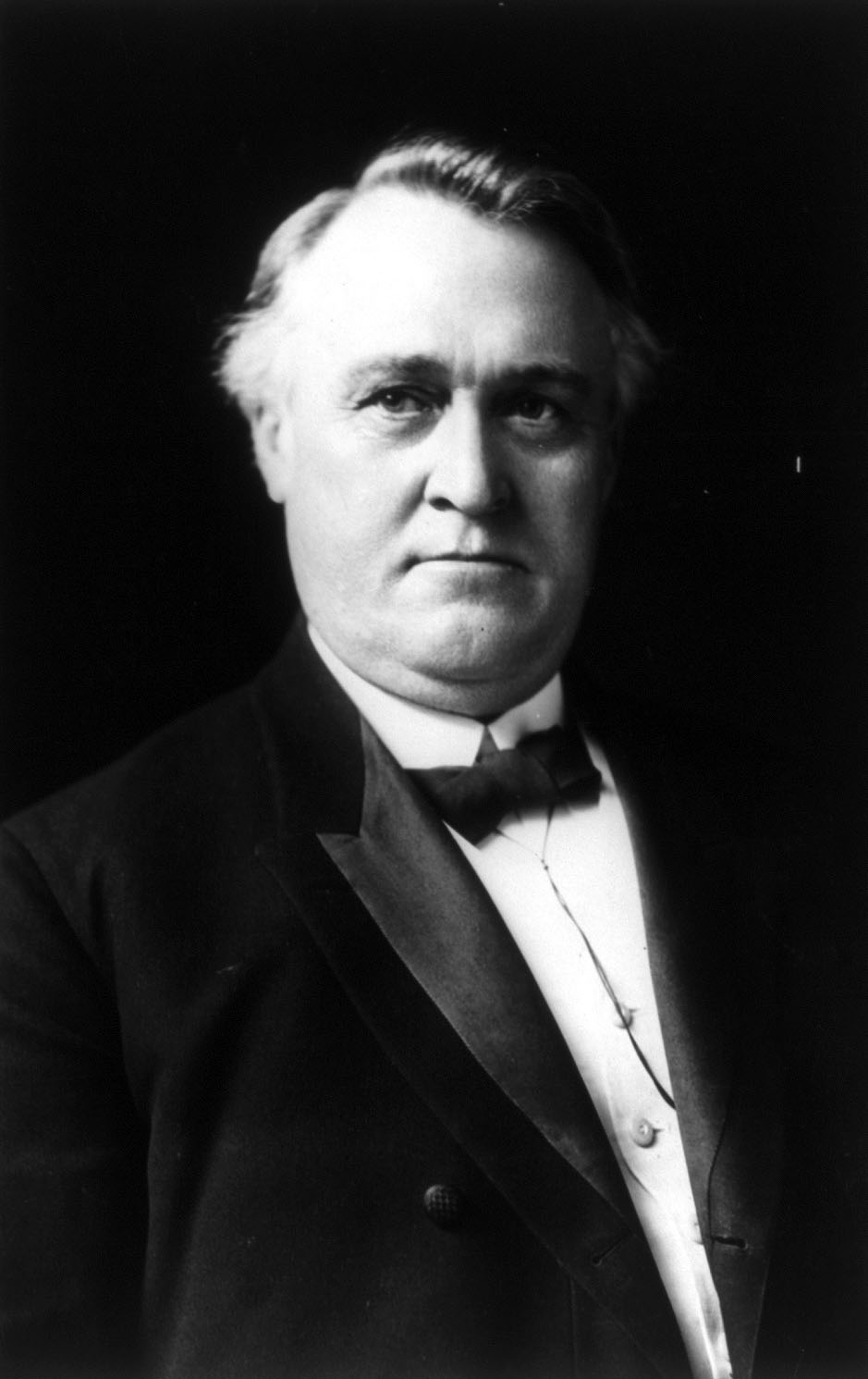
Lee Slater Overman, president de la primera investigació del Congrés sobre el comunisme als Estats Units.

El setembre del 1918, encara durant la Primera Guerra Mundial, la Comissió del Senat per a la Magistratura va crear un subcomitè presidit pel senador per Carolina del Nord Lee Slater Overman per tal que investigués les acusacions fetes per A. Mitchell Palmer, llavors custodi de béns d'estrangers i més tard fiscal general, en contra de l'Associació d'Indústries del Licor dels Estats Units. L'acusació era en el sentit que manifestaven sentiments pro-germànics i intentaven influir la classe política i el públic en general a favor dels alemanys. El Comitè Overman va interpretar d'una manera àmplia el seu mandat i va posar en marxa una investigació de les activitats de l'associació i les activitats pro-alemanyes en general, iniciant d'aquesta manera en la història dels Estats Units una investigació del Congrés d'activitats polítiques i opinions. El febrer del 1919, el Senat va estendre les activitats del Comitè Overman a la propaganda bolxevic. Les audiències del Comitè sobre la propaganda bolxevic, dutes a terme entre l'11 de febrer i 10 març de 1919, van tenir un paper decisiu en la construcció de la imatge que el comunisme era una amenaça per als Estats Units que es va estendre entre la població i que es conegué com la por roja.

### Comitè Fish (1930)
El congressista Hamilton Fish III, que era un fervent anticomunista, va presentar el 5 de maig de 1930, la Resolució de la Cambra 180, que proposava la creació d'un comitè per investigar les activitats comunistes als Estats Units. La comissió resultant, coneguda com a Comitè de Fish, va dur a terme extenses investigacions sobre aquelles persones i organitzacions sospitoses d'estar involucrades en activitats comunistes als Estats Units o donar-hi suport. Entre els objectius de la comissió hi havia la Unió Americana per les Llibertats Civils (American Civil Liberties Union) i el candidat comunista a la presidència dels Estats Units William Z. Foster. El Comitè, en un intent de mantenir els comunistes fora del país, va recomanar la concessió al Departament de Justícia dels Estats Units de més capacitat per investigar els comunistes, fer les lleis d'immigració més estrictes i facilitar la deportació.

### Comitè McCormack-Dickstein (1934-1935)

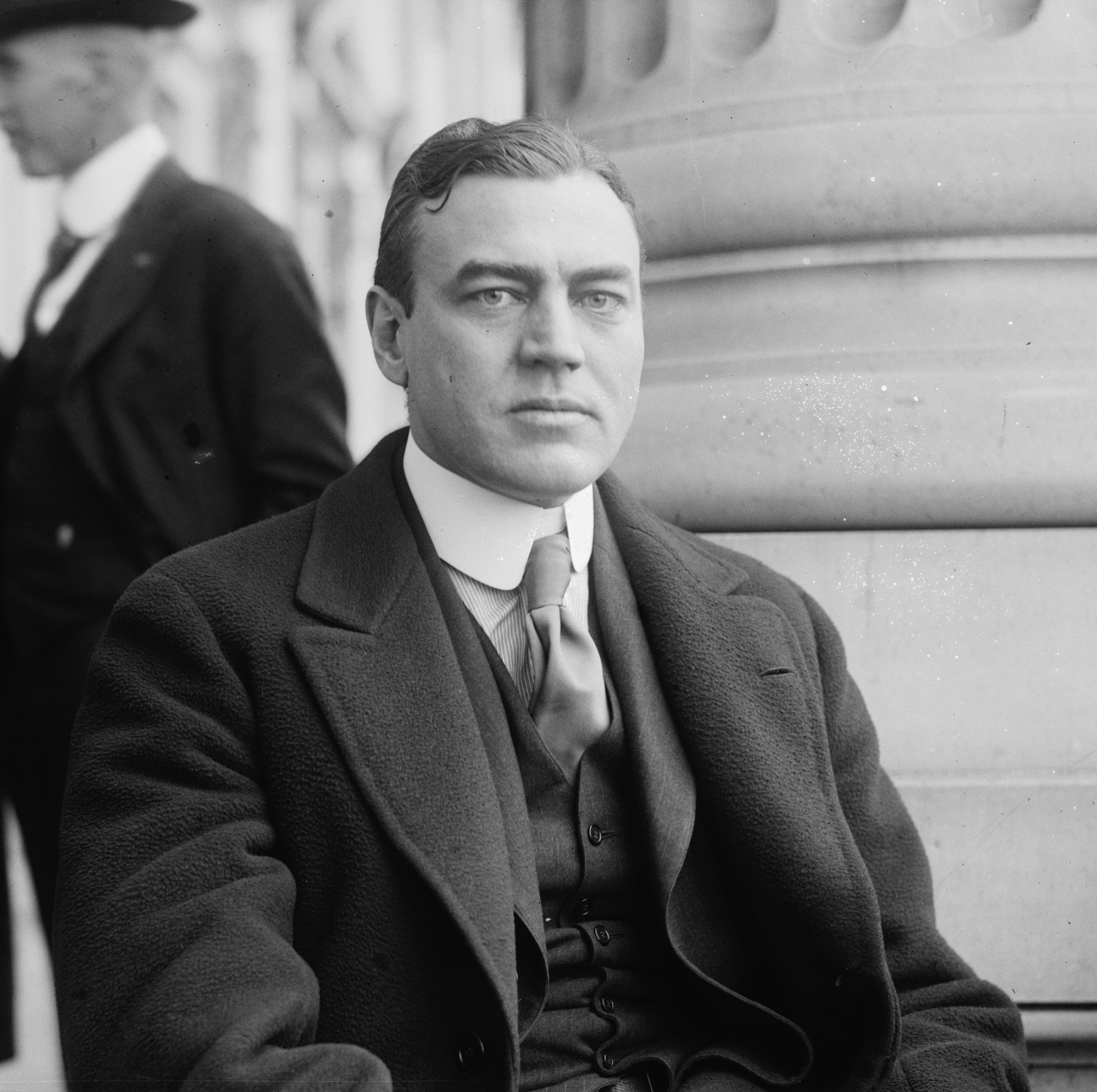
Hamilton Fish III

El 20 de març de 1934 es va crear el Comitè especial d'activitats antiamericanes per la investigació de propaganda nazi i altres tipus d'activitats de propaganda. Va ser conegut com el Comitè McCormack-Dickstein en referència als seus president i vicepresident John W. McCormack congressista per Massachusetts i Samuel Dickstein congressista per Nova York. Va ser creat a conseqüència del canvi de govern a sistemes comunistes o feixistes de diversos països i reflectia la preocupació que la propaganda estrangera podria subvertir la Constitució dels Estats Units. El comitè es va establir per esbrinar com la propaganda subversiva estrangera entrava als Estats Units, a través de quines organitzacions ho feia i per suggerir noves lleis per posar remei a la situació. Va realitzar audiències públiques i executives entre el 26 d'abril i el 29 de desembre de 1934 a Washington DC; Nova York; Chicago; Los Angeles; Newark; i Asheville, interrogant centenars de testimonis i acumulant més de 4.300 pàgines de testimonis. El comitè va acumular evidències que diferents individus i organitzacions treballaven per establir al país els mateixos tipus de polítiques que seguien els nazis a Alemanya, els feixistes a Itàlia o els comunistes a Rússia. Va investigar amb gran atenció les activitats de les organitzacions Amics de la Nova Alemanya i Camises platejades d'Amèrica. També es va investigar el “complot dels homes de negocis” (business plot) que involucrava diferents potentats en la maquinació d'un cop d'estat per derrocar el president Franklin D. Roosevelt. El comitè va presentar el seu informe el 15 de febrer de 1935.

### Comitè Dies (1938-1944)

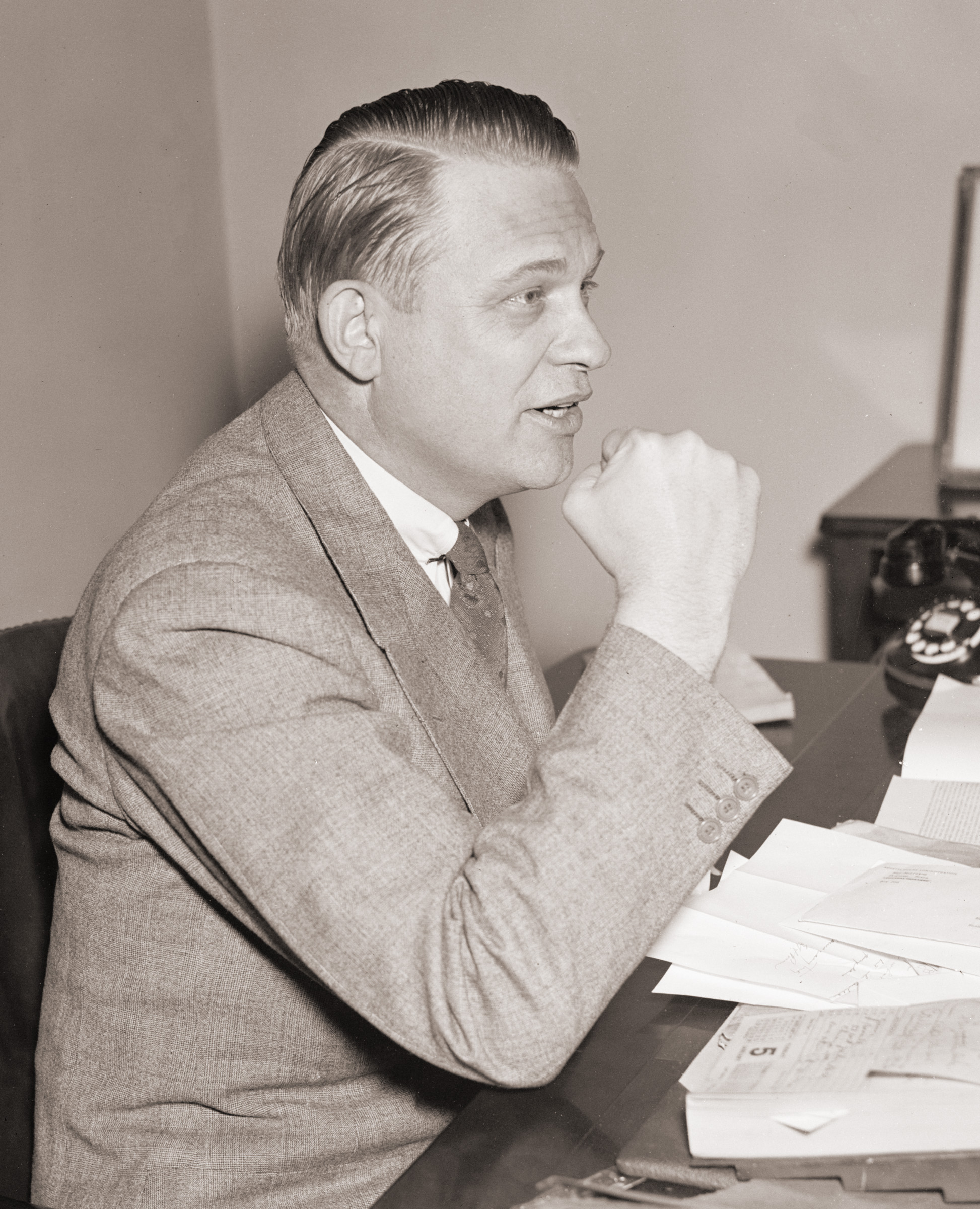
Martin Dies

El 26 de maig de 1938, el Congrés dels Estats Units va aprovar, mitjançant la resolució 282, autoritzar el Portaveu de la Cambra de Representants a crear un comitè especial de set membres per tal d'investigar les activitats antiamericanes dins dels Estats Units, la difusió de propaganda anti-americana i qualsevol qüestió relacionada. El comitè es va anomenar Special House Committee on Un-American Activities però com que durant tot el període d'existència del comitè, aquest va ser presidit pel congressista per Texas Martin Dies i, per tant, aquest comitè d'activitats antiamericanes és conegut com a “Comitè Dies”. A més a més, inicialment estava format per John J. Dempsey (congressista per New Mexico), Arthur D. Healey (Massachusetts), Harold G. Mosier (Ohio), Joe Starnes (Alabama), Noah M. Mason (Illinois) i J. Parnell Thomas (New Jersey). El seu secretari permanent va ser Robert E. Stripling.
Es va autoritzar el comitè a celebrar audiències d'investigació en les quals es podia exigir, a través de l'ús de la citació, la compareixença de testimonis. Els testimonis presos en les sessions executives eren secrets i no es podien fer públics sense l'aprovació per majoria dels membres del comitè. Com a activitats antiamericanes no només es va considerar el comunisme o el nazisme sinó també altres organitzacions d'extrema dreta o antisemites. Tot i això, es van considerar bàsicament organitzacions que donaven suport a ideologies d'origen estranger. En aquest sentit, no es va preocupar excessivament del Ku Klux Klan però si les activitats dels ciutadans d'origen japonès per la por que poguessin actuar com a quintacolumnistes durant la Segona Guerra Mundial. En aquest sentit, es va investigar la War Relocation Authority (WRA) encarregada del confinament de japonesos-americans que vivien a la Costa Oest dels Estats Units durant la Segona Guerra Mundial. La investigació es va centrar en la seguretat dels camps d'internament, les bandes juvenils que suposadament operaven en els camps i l'alliberament dels internats.
Bona part de l'acció del comitè Dies es va centrar en l'acció comunista. El comitè va investigar els líders del Congrés Nord-americà de la Joventut el 1939 o la Unió Americana per les Llibertats Civils el 1940. També va investigar la possibilitat que el Partit Comunista Americà s'hagués infiltrat a la Works Progress Administration, inclòs el Projecte Federal de Teatre i el Projecte Federal d'Escriptors, programes oficials de l'Administració. El 1940 també es va investigar la infiltració comunista a la indústria del cinema, precedent de les persecucions que es realitzarien posteriorment. Va realitzar diferents investigacions a Los Angeles i a San Francisco que van resultar infructuoses.

## Comitè Permanent d'Activitats Antiamericanes (1945-1975)

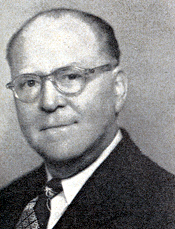
Edward J. Hart, primer president del comité permanent del HUAC

A través d'una esmena a la normativa de la cambra, el 3 de gener de 1945 (H. Res. 5) el Congrés va modificar el comitè especial d'activitats antiamericanes per convertir-lo en el Comitè Permanent d'Activitats Antiamericanes (Standing Committee on Un-American Activities, HUAC). Amb els mateixos objectius que el comitè especial, va passar de tenir 7 membres a tenir-ne 9. També va funcionar través de l'ús de la citació, la compareixença de testimonis i l'accés a múltiples documents. El primer presindent del comitè va ser Edward J. Hart. El secretari permanent va ser inicialment Robert E. Stripling (1945-48), essent substituït per John W. Carrington (1949-1952), Thomas W. Beale Sr. (1953-1946), Richard Arens (1957-1960), Frank S. Tavenner Jr (1961-1962) i Francis J. McNamara (1963-68).   
En virtut d'aquest mandat, el comitè va enfocar les seves investigacions en persones comunistes o sospitoses de comunisme que ocupessin posicions d'influència real o hipotètica a la societat dels Estats Units. Utilitzant la seva capacitat de citació, l'HUAC obligava els interrogats a declarar sobre la seva possible ideologia comunista o la seva vinculació amb organitzacions comunistes i també sobre les activitats polítiques dels seus amics o coneguts. Els declarants davant del comitè es trobaven davant de diferents alternatives. Si admetien pertànyer o haver pertangut a organitzacions comunistes es podien trobar davant d'una situació d'ostracisme que els impedia tenir feina en algunes professions. L'HUAC permetia els declarants provar el seu penediment quan aquests denunciaven altres persones que pertanyien a organitzacions comunistes. Alguns testimonis es van negar a declarar acollint-se a la cinquena esmena de la Constitució dels Estats Units, per la que ningú està obligat a declarar en contra seva, però això va ser considerat com una admissió tàcita de culpa i aquests individus van ser etiquetats com a “comunistes de la cinquena esmena”.
Un cas important per a la HUAC va ser la seva investigació per espionatge contra Alger Hiss el 1948, ja que va convèncer a molts de la utilitat dels comitès del Congrés per destapar la subversió comunista. Hiss, un alt càrrec de l'Administració, fou acusat d'espia al servei de la Unió Soviètica. Ell va negar els càrrecs però més tard va ser acusat de perjuri. Una de les accions més conegudes del Comitè va ser la investigació duta a terme sobre la infiltració comunista a la indústria del cinema de Hollywood.

### Llista negra de Hollywood

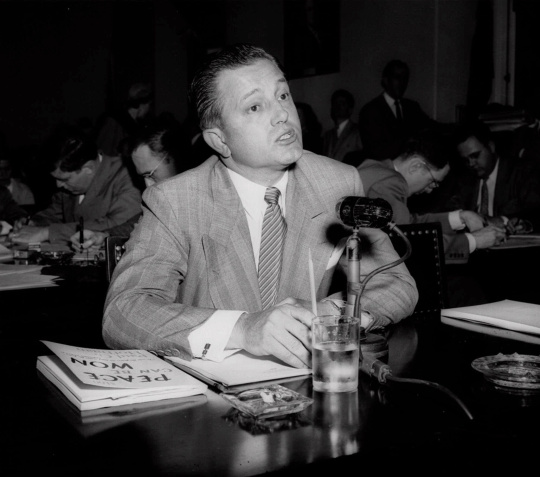
Edward Dmytryk, member dels deu de Hollywood davant del HUAC (25 d'abril de 1951)

El 1947, el Comitè va celebrar nou dies d'audiències per investigar la propaganda comunista i la suposada influència en la indústria del cinema de Hollywood. Les raons per les que la HUAC va investigar la indústria del cinema són diverses. Una raó era la gran influència que les pel·lícules exercien sobre la societat americana considerant-se un risc que les idees comunistes fluïssin per les pantalles. Cal assenyalar que inicialment va ser la mateixa indústria la que va cridar l'atenció del comitè. El 1944 s'havia fundat la Motion Pictures Alliance for the Preservation of American Ideal (MPA) amb l'objectiu d'oposar-se als esforços de grups d'ideologia totalitària com els comunistes o feixistes per usar el cinema per a la difusió de les seves idees antiamericanes. Van ser les gestions de la MPA les que van provocar la intervenció del HUAC. Cal assenyalar que amb aquesta investigació es buscava obtenir tota la publicitat possible pel comitè i que hi havia també un element d'advertència a la societat: el comitè no s'aturaria davant de res ni ningú. El 1947, executius dels estudis comunicaren a la comissió que les pel·lícules bèliques, com Mission to Moscow, The North Star o Song of Russia es podrien considerar propaganda pro-soviètica però que eren valuoses en el context de l'esforç de guerra dels aliats, i que es van fer (en el cas de Mission to Moscou) a petició de la Casa Blanca. En resposta a les investigacions de la cambra, la majoria d'estudis va produir una sèrie de pel·lícules de propaganda anticomunista i antisoviètica, com Big Jim McLaine de John Wayne, Guilty of Treason (sobre el judici del cardenal József Mindszenty), The Red Menace, The Red Danube, I Married a Communist, Red Planet Mars, i I Was a Communist for the FBI, que va ser nominada a un Òscar al millor documental l'any 1951.
La primera investigació sobre Hollywood es va realitzar el 1947 i va ser presidida per J. Parnell Thomas. Entre les persones cridades a declarar hi va haver diferents persones que es van negar a declarar al no reconèixer la legitimitat del comitè per preguntar sobre la ideologia dels ciutadans. Un d'ells, Bertold Brecht va fugir a Europa però altres 10, coneguts com “Els Deu de Hollywood” van ser processats per desacatament i condemnats a un any de presó i mil dòlars de multa. L'actitud hostil per part de la premsa va aconsellar ajornar les sessions i mateix president del comitè va ser apartat per malversació de fons. L'any 1951, dins de l'ambient anticomunista generat per la Guerra de Corea, va començar una nova tanda de citacions que van ser caracteritzades per la delació i el pànic. Diverses persones citades van denunciar altres companys com a comunistes per tal d'evadir problemes amb el comitè. Fou el cas de Frank Tuttle, Elia Kazan, Robert Rossen, Lee J. Cobb, Sterling Hayden, o Marc Lawrence, entre d'altres. De forma paral·lela a les activitats del HUAC, els principals magnats del sector van establir les denominades “llistes negres” que van englobar uns 200 professionals que van ser vetats per la indústria. Molts professionals van haver d'emigrar dels Estats Units per poder continuar treballant.

### Whittaker Chambers i Alger Hiss

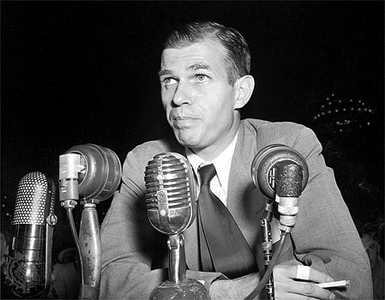
Alger Hiss (1950)

El 1948, el comitè va escoltar el testimoni d'exespia, i llavors, editor de la secció de notícies de l'estranger de la revista Time, Whittaker Chambers, dient que nombroses figures que treballen per al govern federal van ser de fet, agents comunistes. Algunes de les persones nomenades per Chambers ja havien mort o abandonat el país. Alguns es van negar a respondre a les preguntes del comitè, citant la Cinquena Esmena, i un, Alger Hiss, ex funcionari del Departament d'Estat i president del  president Carnegie Endowment for International Peace va negar tots els càrrecs. En el seu testimoni davant la comissió, va fer una sèrie de declaracions que posteriorment van ser considerades falses i va ser condemnat per dos càrrecs de perjuri a cinc anys de presó. Les audiències d'aquest cas van proporcionar la primera aparició a nivell nacional del membre del comitè Richard Nixon.

### Declivi i abolició
Tot i els mètodes utilitzats, la Cort Suprema dels Estats Units va confirmar generalment les accions de l'HUAC i altres comitès oficials creats durant el McCarthisme. És el cas per exemple de Barsky contra Board of Regents (1954), en el qual el tribunal va confirmar l'acomiadament d'un professor universitari que s'havia negat a cooperar amb l'HUAC. No obstant això, el parer del Tribunal Suprem va començar a canviar a partir de 1956, culminant el 17 de juny de 1957 en l'anomenat "dilluns vermell". Aquell dia es van resoldre quatre casos en els quals es posava en dubte els mètodes duts a terme per aquests comitès. En el cas Watkins contra els Estats Units (1957), el Tribunal va revocar la seva condemna per refusar declarar davant l'HUAC i va qüestionar que el comitè pogués utilitzar el tipus de mètodes d'investigació que duia a terme. Després de 1962, el Tribunals Suprem, a través de les seves decisions va indicar que ja no admetria processaments basats en la negativa d'un individu a declarar davant de les comissions legislatives pel que fa a les associacions comunistes.
Paral·lelament, arran de la caiguda del senador McCarthy a mitjans de la dècada de 1950, els mètodes i resultats dels diferents comitès oficials com l'HUAC va començar a perdre gradualment prestigi. El 1959, el comitè va ser qualificat per l'ex president Harry S. Truman com "el més anti-nord-americà al país avui dia".
El comitè va continuar perdent prestigi en la dècada de 1960. Cada vegada més era el blanc de sàtira política i el desafiament d'una nova generació d'activistes polítics. HUAC va citar el 1967 per les seves activitats contra la Guerra del Vietnam Jerry Rubin i Abbie Hoffman del Youth International Party (Partit Internacional de la Joventut) coneguts també com a "Yippies", i els va citar de nou el 1968 pocs dies després de la Convenció Nacional Demòcrata. En aquesta nova tanda de sessions els Yippies utilitzaren la cobertura dels mitjans de comunicació per fer una burla dels procediments usats per l'HUAC. Una vegada, Rubin va arribar a una sessió vestit com un soldat dels Estats Units de la guerra revolucionària i es van repartir còpies de la Declaració d'Independència dels Estats Units als presents i els seus companys es burlaven dels testimonis del comitè amb salutacions nazis. Hoffman, va assistir a una altra sessió vestit de Santa Claus. En una altra ocasió, la policia va detenir Hoffman a l'entrada de l'edifici i el van arrestar per anar vestit amb la bandera dels Estats Units. Es va posar de manifest el poc poder de coherció que exercien les llistes negres sobre els joves americans que protestaven contra la Guerra del Vietnam.
El 1969, la cambra va canviar el nom de la comissió per Comitè de Seguretat Interior i finalment la Cambra de Representants va abolir el comitè el 1975, transferint les seves funcions a la Comissió Judicial de la Cambra.

## Membres destacats del Comitè d'Activitats Antiamericanes
Durant les diverses fases de la seua existència, el Comitè fou presidit per:
- Martin Dies Jr., 1938–1944 (special investigation committee)
- Edward J. Hart, 1945–1946 (House Committee on Un-American Activities)
- John Parnell Thomas, 1947–1948 (House Committee on Un-American Activities)
- John Stephens Wood, 1949–1953 (House Committee on Un-American Activities)
- Harold Himmel Velde, 1953–1955 (House Committee on Un-American Activities)
- Francis Walter, 1955–1965 (House Committee on Un-American Activities)
- Edwin Edward Willis, 1965–1969 (House Committee on Un-American Activities)
- Richard Howard Ichord Jr., 1969–1975 (House Committee on Internal Security)

Altres membres notables van ser:
- Richard Nixon
- Gordon H. Scherer
- Karl Earl Mundt
- Felix Edward Hébert
- John Elliott Rankin
- Richard B. Vail
- Donald L. Jackson
- Jerry Voorhis